# Martin Seils
Martin Seils (* 4. Juli 1927 in Schlatkow, Landkreis Greifswald; † 18. Juli 2024 in Halle (Saale)) war ein deutscher evangelischer Theologe und Professor für Systematische Theologie an der Universität Jena.

## Leben
Martin Seils wurde in eine evangelische Pfarrersfamilie hineingeboren. Sein Vater Ernst Seils war Pfarrer und Superintendent. Aufgewachsen in Alt Kolzigkow, Stolp und ab 1939 in Grimmen besuchte er Schulen in Stolp und Stralsund sowie das Joachimsthalsche Gymnasium in Templin/Uckermark. In den letzten Kriegsjahren wurde er 1943/44 als Luftwaffenhelfer und noch 1945 als Soldat eingezogen. Nach Kriegsende absolvierte er zunächst eine Lehre als Rundfunkinstandsetzer und arbeitete gleichzeitig als Katechet in Grimmen. Das Abitur holte er an der Oberschule Franzburg 1947 nach und begann noch im selben Jahr ein Theologiestudium an der Kirchlichen Hochschule in Berlin und anschließend an den theologischen Fakultäten in Greifswald und Leipzig. Zu seinen akademischen Lehrern zählten u. a. Wilhelm Koepp und Rudolf Hermann (Theologie) und Günther Jacoby (Philosophie). Dem 1. Theologischen Examen in Greifswald 1951 folgten das Vikariat in Altenkirchen (Rügen) und Grimmen sowie die Tätigkeit als wissenschaftlicher Assistent für Systematische Theologie in Rostock.
1953 legte er das 2. Theologische Examen in Greifswald ab und wurde im selben Jahr in Rostock promoviert. Mit seiner Dissertation Theologische Aspekte zur gegenwärtigen Hamann-Deutung erweckte er auch in der philosophischen Fachwelt Aufmerksamkeit. Seils setzte seine akademische Laufbahn als wissenschaftlicher Assistent für Systematische Theologie und Lehrbeauftragter für philosophische Propädeutik an der Universität Halle fort und habilitierte sich 1959 mit einem Beitrag zur Forschung über die Theologie Martin Luthers. Die Arbeit trug den Titel Der Gedanke vom Zusammenwirken Gottes und des Menschen in Luthers Theologie. Damit ist zugleich der Name des Theologen genannt, der neben Hamann das theologische Nachdenken von Seils, sein akademisches Lehren und sein kirchliches Engagement in ganz entscheidender Weise prägte.
Im Jahr 1960 wurde Martin Seils ordiniert. Am Katechetischen Oberseminar in Naumburg (seit 1989/90 Kirchliche Hochschule) übernahm er zunächst bis 1961 die Dozentur für Kirchengeschichte und ab 1962 die Dozentur für Systematische Theologie. Eine Berufung zum Professor für Systematische Theologie an der Universität Heidelberg lehnte er 1968 ab. 1982 wurde er als Professor für Systematische Theologie an die Universität Jena berufen, wo er bis zu seinem Ruhestand 1992 als akademischer Lehrer tätig war. Daneben nahm er zwischen 1980 und 1993 mehrfach Gastprofessuren für Ökumenische Theologie am katholischen Philosophisch-Theologischen Studium in Erfurt wahr.
Den Ruhestand in Halle (Saale) verbrachte er mit seiner Frau Margarete geb. Werther, mit der er ab 1952 verheiratet war. Aus der Ehe gingen fünf Kinder hervor. Martin Seils starb im Juli 2024 im Alter von 97 Jahren und wurde auf dem Laurentiusfriedhof in Halle begraben.

## Theologisches und kirchliches Wirken
Martin Seils verstand sich nie nur als akademischer Theologe, sondern ausdrücklich auch als ein Mann der Kirche. Seine Mitgliedschaft in der Synode der Kirchenprovinz Sachsen (zeitweilig als theologischer Berater der Kirchenleitung) und im Bund der Evangelischen Kirchen in der DDR zeugen davon ebenso wie seine Mitarbeit in zahlreichen Theologischen Kommissionen und Ausschüssen der EKU und der EKD. Hervorzuheben ist sein ökumenisches Engagement. Von 1966 bis 1992 gehörte er dem Ökumenisch-theologischen Arbeitskreis katholischer und evangelischer Theologen in der DDR an. Ab 1978 war Seils Mitglied der Europäischen Gesellschaft für Ökumenische Forschung. Einen Höhepunkt in dem ökumenischen Engagement stellt seine Mitwirkung beim Zustandekommen der Leuenberger Konkordie dar, zunächst als Delegierter bei den Vorversammlungen zur Ausarbeitung der Konkordie und dann schließlich als einer ihrer Autoren. Seine Rolle als einer der „Väter“ der Leuenberger Konkordie wurde 2013 anlässlich des 40. Jahrestages der Unterzeichnung noch einmal ausdrücklich gewürdigt. Nach dem Ende seiner aktiven Zeit als akademischer Lehrer schrieb Seils zunächst vor allem an seinem Alterswerk zum Thema „Glaube“. Es erschien 1996 unter eben diesem schlichten Titel in der Reihe Handbuch Systematischer Theologie als Band 13. Weiterhin engagierte er sich in der Lutherforschung. Von 1973 bis 1989 gehörte er der Kommission zur Herausgabe von Luthers Werken (Weimarer Ausgabe) an. Er war von 1970 bis 2008 Mitglied im theologischen Arbeitskreis für reformationsgeschichtliche Forschung und von 1975 bis 1997 Wissenschaftlicher Leiter der Luther-Akademie in Sondershausen.
Sein schon in der Arbeit über Hamann sichtbar werdendes philosophisches Interesse begleitet seine theologische Arbeit und fand seinen Niederschlag u. a. in seiner Tätigkeit als Redaktor und Mitherausgeber des Historischen Wörterbuches der Philosophie von 1996 bis 2004. Auch in seiner akademischen Lehrtätigkeit hat er sich immer wieder philosophischen Fragen und Themen zugewandt.
Martin Seils gilt sowohl im Blick auf die Lutherforschung als auch seines ökumenischen Engagements wegen als eine geachtete und international geschätzte Stimme des Luthertums aus den Kirchen der ehemaligen DDR sowie innerhalb der Gemeinschaft Evangelischer Kirchen in Europa. Sein theologisches Anliegen lässt sich nach zwei Seiten hin entfalten: Zum einen bemühte er sich, die Grundanliegen einer lutherischen Theologie im zeitgenössischen theologischen Diskurs immer dort zu Gehör zu bringen, wo sie mit dieser Deutlichkeit nicht gesehen oder berücksichtigt wurden. Die Spannungen, die sich dabei notwendig zu jeweils herrschenden theologischen Trends zeitgenössischer Theologie ergaben, nahm er bewusst in Kauf und scheute die Auseinandersetzung mit ihnen nicht. Auf eine in ihrer Einfachheit fast klassisch zu nennende Weise hat er dies in seiner Jenaer Antrittsvorlesung Marginalien zur lutherischen Theologie heute von 1983 ausgeführt. Zum anderen war er zutiefst davon durchdrungen, dass sich theologisches Nachdenken einer letzten Grenze bewusst sein muss, weil Gottes Möglichkeiten noch immer seine Wirklichkeiten übersteigen können. Es bleibt bei allem Nachdenken über Gott und allem Reden von Gott ein letztes Geheimnis. Das ändert freilich nichts daran, dass dieser immer größere Gott in Christus zugleich ein ganz und gar vertraubarer Gott für den Menschen ist. Aus dieser Grundüberzeugung erwuchsen bei Seils im Blick auf das eigene Nachdenken das unablässige, oft akribische Ringen um eine möglichst präzise und verständliche Ausdrucksweise auch theologisch komplizierter Sachverhalte bei gleichzeitiger großer Bescheidenheit sowie die Bereitschaft, auf andere theologische Entwürfe und Vorstellungen zu hören und auf sie einzugehen. Er sieht die Aufgabe Systematischer Theologie darin, die Dinge zusammenzuschauen, Wichtiges vom Unwichtigen zu unterscheiden, auch entschlossen zu bestimmen, was in dem Zeugnis des Glaubens Mitte und Zentrum ist, sich zugleich aber davor zu hüten, alles in ein stimmiges System bringen zu wollen. Damit bleibt Seils zugleich der Lebenswirklichkeit des Menschen treu und wahrt eine große Offenheit.
Will man das theologische Anliegen von Martin Seils auf einen möglichen Nenner bringen, so bietet sich dafür die lutherische Doppelformulierung von Gabe und Geschenk an (vgl. dazu die gleichnamige Studie von Seils von 2009). Demzufolge gipfelt christliches Zeugnis von Gott darin, ihn als den in Christus schlechthin Gebenden zu verstehen und das daraus sich speisende christliche Leben als eines, das vom göttlichen Gebegeschehen bestimmt ist. In der Dankbarkeit für dieses zugesprochene Heil und der Freude darüber gründet nicht nur die Heilsgewissheit des Christen, sondern auch seine besondere Freiheit. So sind Gottes-, Christus- und Heilsgewissheit unauflöslich mit der Praxis eines vor Gott verantworteten Lebens verbunden.

## Werke (Auswahl)
- Theologische Aspekte zur gegenwärtigen Hamann-Deutung. Berlin/Göttingen 1957.
- Wirklichkeit und Wort bei Johann Georg Hamann (= Aufsätze und Vorträge zur Theologie und Religionswissenschaft, Heft 18). Berlin/Stuttgart 1961 (Neudruck in: Johann Georg Hamann. Hg. v. Reiner Wild, Darmstadt 1978, S. 314–339 (= Wege der Forschung, Band 511))
- Der Gedanke vom Zusammenwirken Gottes und des Menschen in Luthers Theologie. Berlin/Gütersloh 1962.
- Zur Frage nach der Heilsbedeutung des Kreuzestodes Jesu. In: ThLZ 90 (1965), Sp. 881–894.
- Gott unterwegs. Ein Bericht über Neuansätze in der Systematischen Theologie der Gegenwart. In: Bericht von der Theologie. Hg. v. Gerhard Kulicke, Karl Matthiae und Peter-Paul Sänger, Berlin 1971, S. 107–130.
- Die vernunftbezogene Welt. Ein Kapitel aus Luthers Theologie. In: Themen Luthers als Fragen der Kirche heute. Hg. v. Joachim Rogge und Gottfried Schille, Berlin 1982, S. 29–40.
- Die Sache Luthers. In: Lutherjahrbuch 52 (1985), S. 64–80 (Neudruck in: Martin Luther. Hg. v. Christian Danz, Darmstadt 2015,  S. 154–169 (= Neue Wege der Forschung)).
- Marginalien zur lutherischen Theologie heute. In: Neue Zeitschrift für systematische Theologie und Religionsphilosophie 28 (1986) Heft 2, S. 111–123.
- Glaube (= Handbuch Systematischer Theologie 13). Gütersloh 1996.
- Hamann und Luther. In: Luther – zwischen den Zeiten. Hg. v. Christoph Markschies, Michael Trowitzsch, Tübingen 1999, S. 159–184.
- Gabe und Geschenk. Eine Zugabe. In: Denkraum Katechismus. Festgabe für Oswald Bayer zum 70. Geburtstag. Hg. v. Johannes von Lüpke u. Edgar Thaidigsmann, Tübingen 2009, S. 97–108.

## Herausgeberschaft
- Johann Georg Hamann. Entkleidung und Verklärung. Eine Auswahl aus Schriften und Briefen des „Magus in Norden“. Herausgegeben, eingeleitet und mit einem Nachwort versehen von Martin Seils, Berlin/Witten 1963, 2. Aufl. Wuppertal 1987.